# 大林站 (內蒙古)
大林站，位于中华人民共和国内蒙古自治区通辽市科尔沁区大林镇，是大郑铁路上的火车站，建于1922年，由沈阳铁路局管辖。

## 車站周邊
- 大林镇中学
- 大林客运站
- 中国农业银行大林分理处
- 中国移动大林营业厅
- 中国联通大林营业厅
- 大林镇人民政府

## 歷史
- 建于1922年。

## 外部連結
- 中国铁路客户服务中心（页面存档备份，存于）